# 姆皮卡
11°51′30″S 31°26′00″E / 11.85833°S 31.43333°E

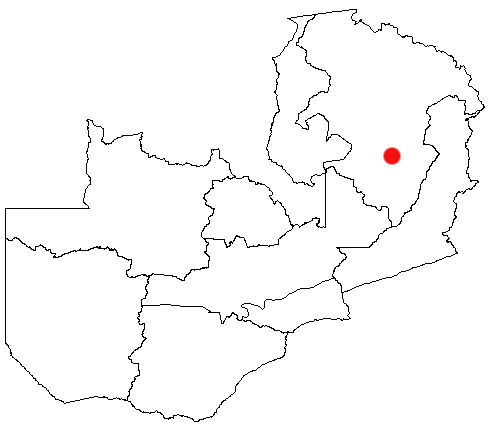

姆皮卡（英語：Mpika），是贊比亞的城鎮，位於該國東北部，由穆欽加省負責管轄，是姆皮卡縣的首府，受副熱帶濕潤氣候影響，海拔高度1,450米，2006人口29,000。